# عياد الزليطني
عياد الزليطني (1942 -)، ممثل ومخرج ليبي.

## حياته
ولد عياد عمر النشواني فى حى باب بن غشير بمدينة طرابلس عام 1942م، درس المرحلة الابتدائية بمدرسة باب بن غشير والمرحلة الإعدادية بمدرسة شارع الزاوية، بداياته الفنية كانت من المسرح الجديد 1968م، أختار اسم عياد الزليطني اسما فنيا له، وهو أحد مؤسسي فرقة المسرح الحر 1970م، تخرج من معهد جمال الدين الميلادي للتمثيل والموسيقى عام 1972م ضمن دفعته الأولى.

## أعماله

### المسرح

#### التمثيل
- تراب النصر
- الصدفة
- زهرة المدائن
- الدراويش
- تاجر البندقية
- اللى اضنه موسى يطلع فرعون
- نحن الملك
- العادلون
- هو وهى والشيطان
- ما يقعد في الوادى إلا حجره
- الزير سالم
- عكوز موسى
- الملك أوديب
- الميراث
- السندباد
- ثورة صاحب العباءة
- وين العسل يانسيبتي
- محاكمة العبدان
- كشف أوراق أهل النفاق
- تأخرت قليلاً ياصديقي

#### الإخراج
- الحب بالدينار - مخرج
- عفريت الخندق - مخرج
- الثعلب والمنداف - مخرج

### الأعمال التلفزية

#### المسلسلات
- الهاربة
- الساهرون
- ياقوتة
- صراع القرية
- المفسدون في الأرض[3]
- الفال
- إيسارها
- على هامش التاريخ (مقامات الحرمذاني)
- من أوراق الوراق
- سلمى
- وشاء القدر
- رياح العواطف[4]
- وادى الحنة
- روبيك[5]
- وين حصة حواء
- أيام الجور[6]

#### أعمال أخرى
- جنان النوار - (تمثيلية تلفزيونية)
- الزردة - (تمثيلية تلفزيونية)
- سلسلة قصص دينية (رسوم متحركة)

### الأعمال الإذاعية
- على هامش التاريخ (مسلسل إذاعى) - إخراج.
- من ذاكرة الزمن (مسلسل إذاعى) - إخراج.

## روابط خارجية
- عياد الزليطني على موقع قاعدة بيانات الأفلام العربية

## أنظر أيضا
- لطفية إبراهيم.
- عبد الله الزروق.
- الطاهر القبائلى.